# Istituto Wiesenthal di Vienna per gli Studi sull'Olocausto
L'Istituto Wiesenthal di Vienna per gli Studi sull'Olocausto (in tedesco Wiener Wiesenthal Institut für Holocaust-Studien, abbreviato VWI) è un centro di ricerca volto allo studio, la documentazione e l'educazione sui temi dell'antisemitismo, del razzismo e dell'Olocausto. L'Istituto è stato voluto da Simon Wiesenthal e realizzato insieme a ricercatori austriaci e internazionali. L'Istituto si trova a Vienna, in Austria, ed è finanziato dalla Città di Vienna e dal Ministero Federale della scienza, ricerca e economia. 

## Storia
Negli ultimi anni della sua vita Simon Wiesenthal cercò di rendere accessibile il suo archivio personale alla futura ricerca creando in questo modo a Vienna la base per gli studi sull'Olocausto. Perciò, quando la comunità ebraica viennese (IKG) insieme alle istituzioni dedite alla ricerca scientifica con sede a Vienna lo contattarono per la realizzazione di un centro di ricerca sulla Shoah, venne personalmente coinvolto, insieme a ricercatori austriaci e internazionali, nell'ideazione di un tale istituto ancor prima della sua morte, avvenuta nel 2005.
Il VWI fu fondato nel 2009 ed è pienamente operativo dal 2012. 

## Organizzazione

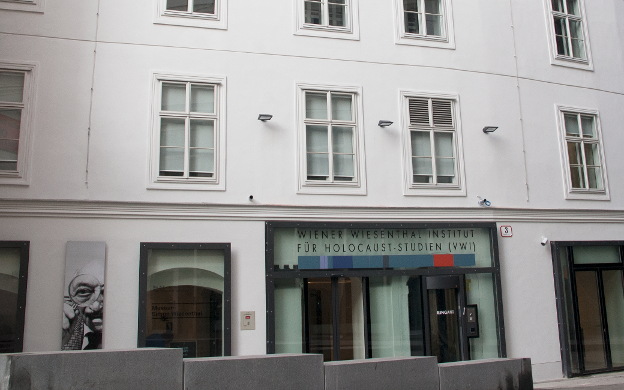
L’Istituto Wiesenthal di Vienna per gli Studi sull‘Olocausto (VWI); Vienna, Rabensteig 3

L'organizzazione costituente del VWI è un'associazione di cui fanno parte:
- la Comunità ebraica di Vienna (Israelitische Kultusgemeinde Wien - IKG);
- il Centro di documentazione dell'associazione degli ebrei perseguitati dal regime nazista (in tedesco Dokumentationszentrum des Bundes Jüdischer Verfolgter des Naziregimes);
- l'Archivio di documentazione della Resistenza austriaca (in tedesco Dokumentationsarchiv des österreichischen Widerstandes - DÖW);
- l'Istituto di Storia Contemporanea dell'Università di Vienna (in tedesco Institut für Zeitgeschichte der Universität Wien);
- il Museo ebraico della città di Vienna;
- l'Alleanza internazionale per la memoria dell'Olocausto (International Holocaust Remembrance Alliance);
- il Centro di storia culturale ebraica dell'Università di Salisburgo (in tedesco Zentrum für jüdische Kulturgeschichte, Universität Salzburg).

Il consiglio direttivo del VWI è nominato dai membri dell'organizzazione costituente. Al Consiglio spettano le decisioni più importanti riguardo a tutti gli aspetti organizzativi del VWI.
Il Comitato internazionale scientifico consultivo è un elemento chiave in tutte le questioni scientifiche, è costituito da un minimo di dodici esperti di fama internazionale, di cui almeno nove devono essere attivi all'estero e non più di tre possono far parte di istituzioni accademiche austriache. Particolare attenzione è  volta al garantire l'interdisciplinarità del consiglio.
Nelle attività correnti l'Istituto è gestito da un direttore, da un direttore del programma di ricerca e dallo staff del VWI, responsabile della biblioteca, dell'archivio, delle pubblicazioni, delle pubbliche relazioni e dell'ufficio. Le attività del VWI si suddividono in tre grandi ambiti: la ricerca, la documentazione e la formazione. In queste categorie l'Istituto sussume tutte le questioni riguardanti l'antisemitismo, il razzismo e l'Olocausto, inclusi il loro riemergere e le attuali derive.

## Attività principali
L'attività di ricerca del VWI ha carattere internazionale e interdisciplinare e si suddivide in:
- un programma di borse di studio per la ricerca, bandito annualmente e volto a ricercatori esperti, a ricercatori e a giovani borsisti;
- progetti di ricerca scientifica di diversa durata nati all'interno del VWI e qui realizzati. Numerosi progetti di ricerca per la storia dell'antisemitismo e dell'Olocausto sono già stati portati a termine, altri sono in corso o sottoposti a esame prima della loro approvazione.

Dall'autunno 2012 l'Istituto ospita ogni anno due ricercatori esperti, due ricercatori e quattro giovani borsisti. In generale, il bando per l'invio dei progetti di ricerca è pubblicato alla fine di ogni anno solare. La decisione circa l'assegnazione delle borse di studio è presa da una sottocommissione del Comitato scientifico consultivo e dai membri dello staff di ricerca del VWI nella primavera di ogni anno.
L'archivio del VWI – costituito dal lascito del vasto archivio di Simon Wiesenthal e dai materiali sull’Olocausto provenienti dall'archivio della Comunità ebraica (IKG) - come pure la sua biblioteca scientifica in continuo incremento sono destinati ai fini della ricerca scientifica dell’Istituto, mentre gli eventi accademici - letture, conferenze, workshop e interventi nella sfera pubblica – sono volti all'informazione e all’educazione sull'Olocausto.
"S:I.M.O.N. - Shoah: Intervento, Metodi, DocumentaziONe" – per la pubblicazione dei manoscritti delle relazioni tenute durante le "Letture Simon Wiesenthal", dei Working Papers con le ricerche dei borsisti e altri articoli selezionati dal comitato editoriale – è la rivista online (e-journal) dell'istituto. La serie dei libri del VWI è pubblicata dalla casa editrice viennese "new academic press". Il newsletter annuale dell'Istituto, VWI im Fokus, pubblicato in tedesco, informa su tutti gli eventi e le attività ivi svolte. 

## Eventi
Per la realizzazione dei suoi intenti il VWI organizza tipi diversi di eventi pubblici in memoria della Shoah. 
Le Letture Simon Wiesenthal, diventate nel frattempo l'evento più conosciuto del VWI, sono volte alla diffusione tra il vasto pubblico dei risultati delle ricerche in corso sull'Olocausto con la collaborazione di ricercatori di fama internazionale. Alla fine di ogni anno il VWI organizza la sua Simon Wiesenthal Conference annuale, mentre un piccolo workshop a inizio estate ha come fine la discussione degli ultimi trend nel campo degli studi sull'Olocausto. VWI-Visuals intende presentare al pubblico opere di valore sconosciute o dimenticate riguardanti la rappresentazione dell’Olocausto nell'ambito del visuale.
Le iniziative pubbliche intendono commemorare alcuni eventi con metodi innovativi, qualche volta provocatori, ma mai convenzionali.